# Enicospilus masoni
Enicospilus masoni là một loài tò vò trong họ Ichneumonidae.